# Mercury City Tower
Mercury City Tower (rusky Меркурий Сити Тауэр) je mrakodrap postavený v Moskvě v Rusku. Jeho výstavba začala koncem roku 2009 a dokončen byl v roce 2013. Celková výška budovy je 339 metrů. Věž se nachází v Moscow International Business Center – Moskva-City. Budova má 70 nadzemních pater a 5 podlaží v podzemí, kde se nacházejí parkoviště, obchody a různá technická vybavení důležitá k provozu budovy. Celková podlahová plocha mrakodrapu je 158 528 m2, z toho 86 000 m2 zabírají kancelářské prostory třídy A+, 24 000 m2 je určeno pro luxusní apartmány. Architekti M. M. Posochin, F. Williams a L. G. Sirota navrhli původně plánovanou výšku 380 m, ale z finančních důvodů se výška snížila.
Budova držela prvenství nejvyšší budovy Evropy od roku 2013 do roku 2015, kdy byla dostavěna Věž Federace. Od roku 2019 je pak nejvyšší budovou Evropy Lachta Centr v ruském Petrohradu, který je vysoký 462 metrů.